# Marstrand Arena

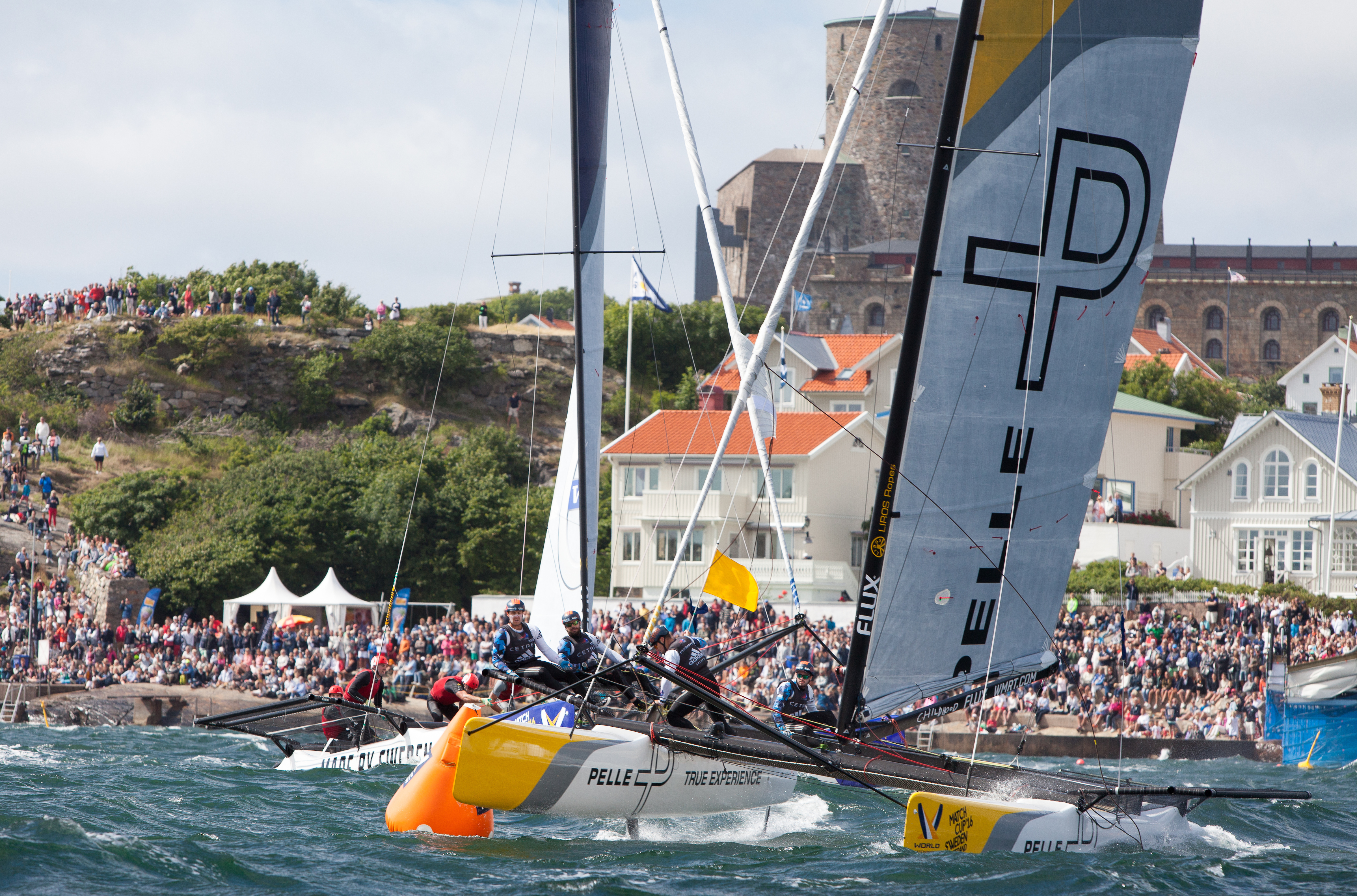
Finalsegling i Match Cup Sweden 2016 på Marstrand Arena.

Marstrand Arena är en naturlig amfiteaterliknande avgränsat havsområde för kappsegling belägen mellan öarna Marstrandsön, Klåverön och Ärholmen i Kungälvs kommun. Varje år i början av juli avgörs här Match Cup Sweden som lockar en publik på mer än 100 000 åskådare.